# Més enllà
El més enllà o l'altra vida és la realitat que està fora del món físic o perceptible amb els sentits. Segons les creences personals, aquest altre món pot ser un univers paral·lel, una esfera immaterial on habiten els esperits o bé un món diferent, previst per l'escatologia religiosa, on va a parar l'ànima de la persona un cop morta (aquest altre món religiós sovint està dividit en un Paradís on va l'ànima del just i un Infern on va l'ànima pecadora, tot i que poden haver-hi variants).
Al més enllà els cossos són pura energia i es poden comunicar amb els éssers humans iniciats a través d'algun acte sobrenatural. Igualment, els vius poden albirar el contingut d'aquest més enllà amb la meditació, la pregària, recitacions de paraules màgiques i mantres o encanteris, segons el ritual prescrit per cada creença.